# 가구라오카역
가구라오카역(일본어: 神楽岡駅,かぐらおかえき)은 일본 홋카이도 아사히카와시에 위치한 홋카이도 여객철도의 역이다. 1면 1선의 지상역으로 직원이 근무하지 않는 역이다.

## 역사
- 1958년 3월 25일 - 일본국유철도의 역으로 개통.
- 1987년 4월 1일 - 일본국유철도 민영화로 홋카이도 여객철도 소유.

## 인접역
| 홋카이도 여객철도              | 홋카이도 여객철도 | 홋카이도 여객철도            |
| ------------------------------ | ----------------- | ---------------------------- |
| A28 아사히카와 아사히카와 방면 | 후라노 선         | 344 미도리가오카 후라노 방면 |